# Are (gemeente)
Are (Estisch: Are vald) was een gemeente in de Estlandse provincie Pärnumaa. De gemeente telde 1264 inwoners (1 januari 2017) en had een oppervlakte van 159,8 km². In oktober 2017 werd de gemeente bij de gemeente Tori gevoegd.
Tot de landgemeente behoorden elf dorpen en één wat grotere plaats met de status van alevik (vlek): het hoofddorp Are. Van de elf kleinere nederzettingen hebben alleen Suigu en Niidu meer dan honderd inwoners.

## Omgeving

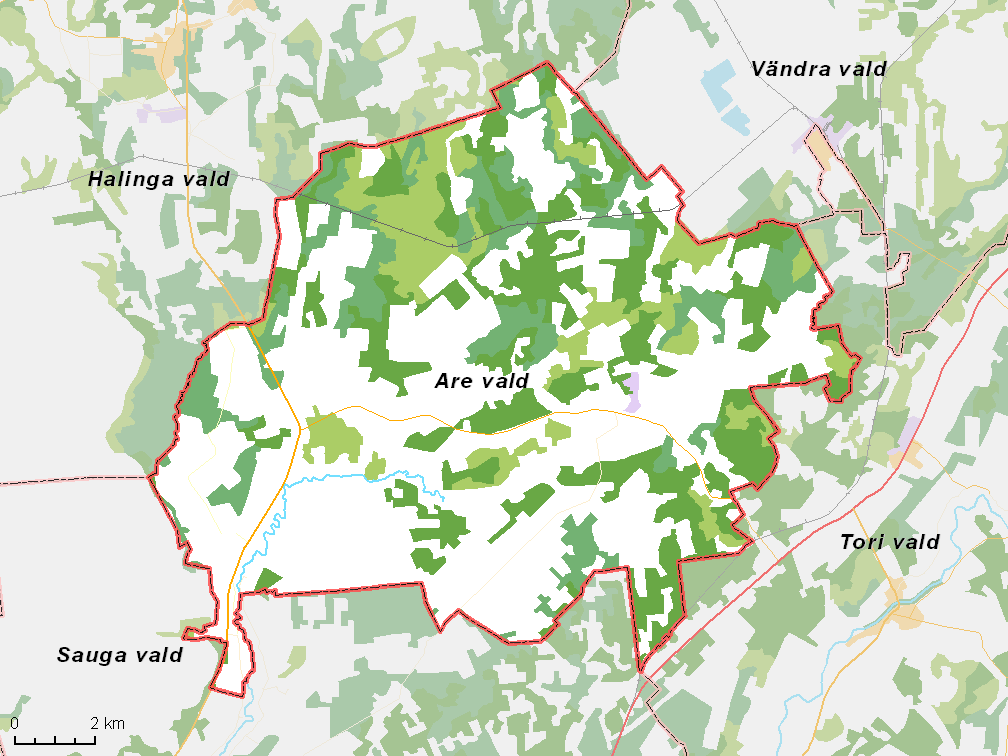
De gemeente met omliggende gemeenten, situatie begin 2017